# Parveen Hassan
Parveen Hassan é uma organizadora do Conservative Women no Reino Unido.

## Carreira
Parveen Hassan é fundadora da filial britânica do Conservative Women, uma plataforma online para mulheres que estão entrando na vida pública. Sua atuação está centrada na inclusão feminina e no enfrentamento da violência e das desigualdades de gênero na  justiça criminal.
Ela visitou o Parlamento em Bangladesh para alertar os políticos sobre a Crise Ruainga.
Ela também é colaboradora da imprensa de Bangladesh, espaço que aproveita para conscientizar sobre o papel feminino na sociedade e suas contribuições econômicas vitais.

## Reconhecimentos
Parveen Hassan foi homenageada da BBC na lista das 100 Mulheres mais inspiradoras do mundo, em 2013, por aumentar o engajamento democrático com mulheres com vozes "inéditas".
Ela também recebeu o prêmio de melhor funcionária no British Asian Hafta Awards, por sua dedicação à inclusão feminina.
Foi finalista do AAA Gold Award para Mulheres do Ano e do Asian Achievers Awards.
Ela também figurou na lista das pessoas mais influentes na comunidade britânica de Bangladesh.